# Droga wojewódzka 422
Die Droga wojewódzka 422 (DW 422) ist eine neun Kilometer lange Droga wojewódzka (Woiwodschaftsstraße) in der polnischen Woiwodschaft Opole, die Błażejowice mit Dziergowice verbindet. Die Strecke liegt im Powiat Kędzierzyńsko-Kozielski.

## Streckenverlauf
Woiwodschaft Opole, Powiat Kędzierzyńsko-Kozielski
-  Błażejowice (Błażejowice) (DW 421)
- Łany (Lohnau)
-  Dzielnica (Dzielnitz) (DW 427)
- Przewóz (Przewos)
-  Dziergowice (Oderwalde) (DW 425)